# Lithoxus planquettei
Espèce
Lithoxus planquettei est une espèce de poissons-chats d'eau douce, de la famille des Loricariidae, endémique de Guyane. On le retrouve dans les ruisseaux rocailleux entre le Maroni et le bassin de la rivière Kaw.